# Педді Макнейр
Патрік «Педді» Макнейр (англ Patrick McNair, нар. 27 квітня 1995, Балліклер, Північна Ірландія) — північноірландський футболіст, захисник англійського клубу «Мідлсбро» і національної збірної Північної Ірландії.

## Клубна кар'єра
Талант молодого футболіста вперше помітив скаут «Манчестер Юнайтед» в Північній Ірландії Тоні Коултер. Макнейру було 12 років, коли він почав їздити до Манчестера для тренувань. Під час гри у молодіжній команді Ballyclare Colts він займав позицію центрального нападника, однак тренер молодіжної команди червоних дияволів Пол Макгіннесс перевів його у захист. Саме Пол порівнював молодого таланта з Майклом Карріком.
За Юнайтед Патрік дебютував 27 вересня 2014 в матчі англійської Прем'єр Ліги проти Вест Гем Юнайтед (2-1). У той час МЮ мав проблеми з кадровим складом і Макнейр дістав шанс вийти на поле. Після матчу гру новачка високо оцінили вболівальники і головний наставник МЮ Луї ван Гал. Він, зокрема, відзначив самовіддачу гравця в той момент, коли команда лишилася в меншості. Макнейр, хоч і мав недостатньо досвіду, виходив і в наступних чотирьох матчах основного складу команди. 10 лютого підписав контракт з МЮ до 2017 року.
Проте вже влітку 2016 року гравець залишив МЮ, уклавши чотирирічний контракт із «Сандерлендом».

## Виступи за збірні
Був гравцем юнацьких і молодіжної збірних Північної Ірландії. 2015 року дебютував в іграх національної збірної Північної Ірландії, а наступного року став у її складі учасником Євро-2016.